# Józef Laskowski (polityk)
Józef Laskowski (ur. 26 marca 1955 w Wiżajnach) – polski polityk, politolog, samorządowiec, wójt gminy Wiżajny w latach 1994–1995 i 2006–2012, poseł na Sejm IV kadencji.

## Życiorys
W latach 1974–1978 pracował jako wykrawacz w Zakładach Mięsnych w Ełku, a następnie (do 1980) był masarzem. Później prowadził 17-hektarowe gospodarstwo rolne. W 1980 ukończył Średnie Studium Zawodowe dla Pracujących w Suwałkach. Później uzyskał wykształcenie wyższe magisterskie z zakresu politologii.
W latach 1980–1995 działał w NSZZ „Solidarność” RI. Kierował strukturami gminnymi i był wiceprzewodniczącym Regionu Pojezierze związku w Suwałkach. W stanie wojennym został internowany na okres od 13 grudnia 1981 do 5 marca 1982. Po zwolnieniu inwigilowany przez funkcjonariuszy Służby Bezpieczeństwa.
W latach 90. należał do Polskiego Stronnictwa Ludowego – Porozumienia Ludowego. Bez powodzenia kandydował z listy tego ugrupowania w wyborach parlamentarnych w 1993 (otrzymał 554 głosy). Od 1994 do 2001 zasiadał w radzie gminy Wiżajny (w 1998 został wybrany z listy Akcji Wyborczej Solidarność), a w latach 1994–1995 pełnił funkcję wójta tej gminy. Był posłem IV kadencji wybranym z listy Samoobrony RP w okręgu białostockim (otrzymał 7304 głosy). Zasiadał w Komisji Obrony Narodowej oraz Komisji Rolnictwa i Rozwoju Wsi. W trakcie kadencji został wykluczony z tego ugrupowania, przystępując ostatecznie do koła poselskiego Dom Ojczysty. W wyborach parlamentarnych w 2005 bez powodzenia ubiegał się o reelekcję z jego listy (dostał 510 głosów).
W 2006 wstąpił do Ligi Polskich Rodzin i z ramienia komitetu LPR został wybrany na wójta Wiżajn. W przedterminowych wyborach parlamentarnych w 2007 bez powodzenia kandydował do Sejmu z listy LPR (otrzymał 235 głosów). Następnie odszedł z tego ugrupowania. W wyborach samorządowych w 2010 jako bezpartyjny kandydat na wójta gminy Wiżajny uzyskał 42,24% głosów i przeszedł do II tury. Uzyskał w niej reelekcję, otrzymując 50,28% głosów.
W wyborach parlamentarnych w 2011 bez powodzenia kandydował do Sejmu z listy Polskiej Partii Pracy – Sierpień 80 (otrzymał 230 głosów). W wyniku referendum Józef Laskowski w kwietniu 2012 został odwołany z urzędu wójta. Wystartował w wyborach przedterminowych z lipca tego samego roku, przechodząc do drugiej tury z wynikiem około 29%. W drugiej turze głosowania otrzymał 39% głosów, przegrywając ze Stanisławem Jackiem Pietrukiewiczem. Przegrał z nim także w wyborach w 2014 i 2018. W 2019 został bezpartyjnym kandydatem do Sejmu z ramienia Prawicy, której podlaska lista została jednak wykreślona przed dniem głosowania. W 2024 z ramienia Normalnego Kraju ponownie kandydował na wójta Wiżajn, zajmując ostatnie miejsce wśród 3 kandydatów.

## Odznaczenia
W 2020, za wybitne zasługi w działalności na rzecz przemian demokratycznych w Polsce, został odznaczony przez prezydenta RP Andrzeja Dudę Krzyżem Kawalerskim Orderu Odrodzenia Polski. W 2017 otrzymał Krzyż Wolności i Solidarności.